# Президентские выборы в Аргентине (1910)
Одиннадцатые в истории Аргентины президентские выборы состоялись 13 марта 1910 года. Новым президентом Аргентины был избран экс-министр иностранных дел Роке Саэнс Пенья, сын Луиса Саэнса Пеньи (президент Аргентины в 1892—1895 годах), лидер «модернистской» фракции Национальной автономистской партии (PAN), которая управляла страной непрерывно с 1876 по 1916 года. Это были последние выборы так называемой «консервативной» или «олигархической республики» с фактически однопартийным режимом (1880—1916). Проправив менее четырёх лет из своего шестилетнего срока, Саенс Пенья тем не менее успел коренным образом изменить страну, проведя реформу, которая демократизировала политическую систему и покончила с однопартийностью.
Вице-президентом стал автономист Викторино де ла Пласа, адвокат и военный, бывший министр иностранных дел и министр экономики, который после смерти Саэнса Пеньи в 1914 году сменил его на посту президента.

## Избирательная система
Выборы 1910 года стали последними в истории Аргентины, проведёнными в рамках режима «открытого голосования», который исторически характеризовался массовыми фальсификациями, насилием, покупкой голосов и крайне низкой явкой, при этом женщинам не разрешалось голосовать или быть избранными. В голосовании приняли участие 199 тыс. человек из 7,092 млн жителей (2,8 %). Согласно конституции выборы президента и вице-президента должны были осуществляться косвенно и раздельно, делегируя окончательные выборы каждого из них провинциальным коллегиям выборщиков, избранных на первичных выборах, избранными согласно закону 4161 считались получившие наибольшее количество голосов в каждом избирательном округе.
В 1910 году Аргентинская Республика состояла из пятнадцати избирательных округов (14 провинций и столичный город Буэнос-Айреса), в которых население имело право голоса, при этом большая часть страны была разделена на девять «национальных территорий», население которых не имело права голоса.

## Выборы
В то время «рокисты», сторонники дважды президента Хулио А. Рока, много лет доминировавшие в Национальной автономистской партии (ПАН), которая монополизировала политику Аргентины в предыдущие четыре десятилетия, ослабели. В 1909 году разнообразные группы «антирокистов», как внутри, так и за пределами PAN, поддерживаемые президентом Хосе Фигероа Алькортой, основали партию Национальный союз, который объединил в своих рядах консерваторов, либералов, модернистов, националистов, радикалов и католиков, выдвинув в президенты лидера автономистов-модернистов Роке Саенса Пенья и получив широкую поддержку.
Смерть президента Мануэля Кинтаны в 1906 году стала началом конца политического режима, установленного Николасом Авельянедой в 1874 году, при котором голосование было публичным, что гарантировало монополию на власть Национальной автономистской партии. Умеренная оппозиция внутри самой партии в конечном итоге подорвала ее законодательное большинство. Вице-президент Фигероа Алькорта, заняв место умершего Кинтаны, бросил вызов Рока, подписав закон о труде, предложенный в 1909 году Альфредо Паласиосом, первым в Латинской Америке депутатом-социалистом. В том же году Фигероа Алькорта нанёс последний удар по режиму, добившись от партии выдвижения кандидатом в президенты лидера модернистов Роке Саэнса Пенья. Ряд видных консерваторов, такие как редактор газеты La Nación Эмилио Митре и губернатор Буэнос-Айреса Марселино Угарте, выдвинули символические кандидатуры.
Саэнс Пенья, который был послом в Италии и не участвовал в предвыборной кампании, был избран почти единогласно, победив по всей стране. Лишь в провинции Корриентесе был избран выборщик, отдавший свой голос за единственного альтернативного кандидата, либерала Адольфо Контте, депутата от Корриентеса. Из 300 членов коллегии выборщиков в голосовании приняли участие 266 человек, 265 из которых проголосовали за Саэнса Пенью.
Победив, Саэнс Пенья немедленно начал переговоры с находившимся в Риме лидером Гражданского радикального союза Иполито Иригойеном об установлении демократического режима в стране, чему противодействовал всё ещё консервативный конгресс. 10 февраля 1912 года сенаторы всё же одобрили Закон № 8871 (известный как Закон Саэнса Пеньи), который гарантировал всеобщее, тайное и обязательное избирательное право для мужчин, положив конец режиму PAN. Уже 8 марта в провинции Санта-Фе впервые губернатором был избран Мануэль Менчака.

## Итоги голосования
| Кандидат | Кандидат         | Партия     | Выборщики | %    |
| -------- | ---------------- | ---------- | --------- | ---- |
|          | Роке Саэнс Пенья | Автономист | 265       | 99,6 |
|          | Адольфо Контте   | Либерал    | 1         | 0,04 |
| Всего    | Всего            | Всего      | 266       | 100  |